# Kim Song-i
Kim Song-i (hangŭl: 최미선) (10 agosto 1994) è una tennistavolista nordcoreana, vincitrice della medaglia di bronzo nel singolare ai Giochi di Rio de Janeiro 2016.

## Palmarès
- Giochi olimpici estivi

Rio de Janeiro 2016: bronzo nel singolare femminile